# Karl Friedrich Kielmeyer

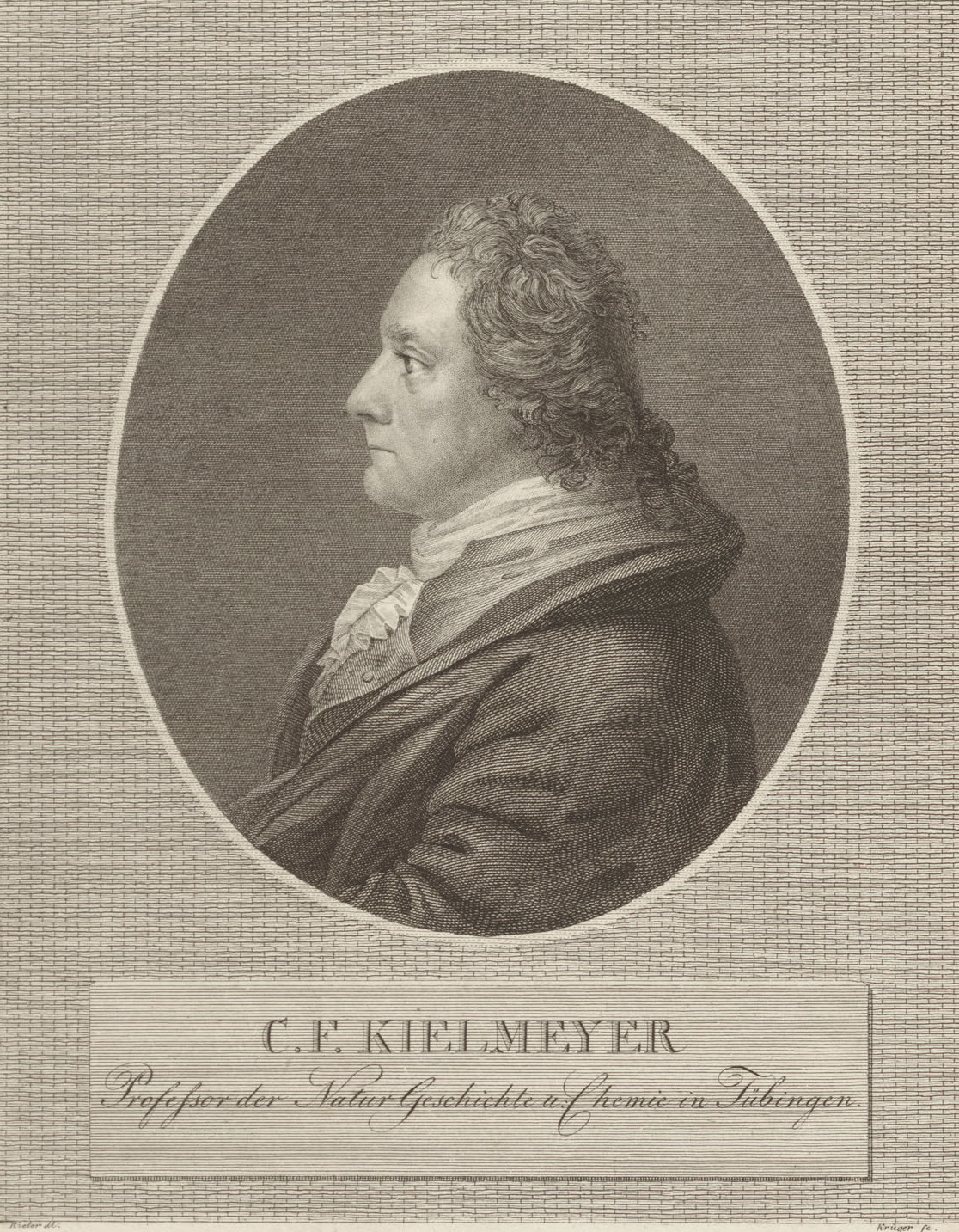
Carl Friedrich von Kielmeyer

Karl Friedrich Kielmeyer, auch Carl ..., ab 1808 von Kielmeyer, (* 22. Oktober 1765 in Bebenhausen; † 24. September 1844 in Stuttgart) war ein deutscher Mediziner, Naturforscher, Chemiker und theoretischer Biologe.

## Leben und Wirken
Kielmeyer studierte ab 1773 an der Karlsschule auf der Solitude bei Gerlingen, die 1775 als Karlsakademie nach Stuttgart verlegt und im Dezember 1781 zur Hohen Karlsschule erhoben wurde. Sein Studium schloss er hier 1786 mit der Dissertation Über den chemischen Gehalt einiger Mineralquellen ab. Schon 1785, also noch während seiner Promotion, arbeitete Kielmeyer an der Hohen Karlsschule als Lehrer für Naturwissenschaften. Er erweiterte seine Studien an der Georg-August-Universität Göttingen. Er fand dort bei Johann Friedrich Blumenbach, Georg Christoph Lichtenberg und Johann Friedrich Gmelin die entsprechende Förderung seiner Studien. 1790 wurde er an der Hohen Karlsschule Lehrer für Zoologie und Mit-Kurator der naturhistorischen Sammlungen der Schule.
Ab 1792 war Kielmeyer ordentlicher Professor für Chemie an der Hohen Karlsschule. Nach Schließung der Karlsschule wurde er 1796 als Professor für Chemie und Botanik an die Universität Tübingen berufen. 1804 wurde er von Herzog Friedrich beauftragt, den neuen Botanischen Garten in Tübingen anzulegen. 
In Tübingen heiratete er im Sommer 1806 Charlotte Wilhelmine Gmelin (1782–1852), eine Tochter des Rechtswissenschaftlers Christian Gottlieb Gmelin. Seine Tochter Marie Charlotte (* 1810, verh. Breitschwert) war die Mutter der Porträtmalerin und Scherenschnittkünstlerin Luise Walther. 
1816 kehrte Karl Friedrich Kielmeyer als Direktor der königlichen wissenschaftlichen Sammlungen (Königliche Bibliothek, Botanischer Garten, Altertümer-, Münz- und Naturaliensammlungen) nach Stuttgart zurück. Ab 1817 wirkte er zudem als Staatsrat in Stuttgart. Dort starb er am 24. September 1844 im Alter von 78 Jahren.

## Ehrungen
1808 wurde er durch Verleihung des Ritterkreuzes des Württembergischen Zivilverdienstordens in den persönlichen Adelsstand (Nobilitierung) erhoben. Das Ritterkreuz des Ordens der Württembergischen Krone erhielt er 1818 1830 erhielt er das Kommenturkreuz des Ordens der Württembergischen Krone und 1840 das Ritterkreuz des Friedrichsordens. Im Jahr 1818 wurde er zum Mitglied der Leopoldina gewählt. Seit 1812 war er korrespondierendes Mitglied der Preußischen Akademie der Wissenschaften.
Nach ihm benannt ist die Pflanzengattung Kielmeyera Mart. & Zucc. aus der Familie der Clusiaceae.
In Tübingen, Stuttgart und anderen Städten tragen Straßen seinen Namen. Seine Grabstelle befindet sich auf dem Stuttgarter Hoppenlaufriedhof.

## Wissenschaftliche Bedeutung
Kielmeyer war ein von Georg Ernst Stahl beeinflusster Vertreter des Vitalismus.
Während seiner Tätigkeit als Lehrer an der Hohen Karlsschule schloss Kielmeyer Freundschaft mit Georges Cuvier, der von 1784 bis 1788 an der Hohen Karlsschule studiert hatte. Mit Cuvier stand Kielmeyer bis zu dessen Tod in wechselnd intensivem Briefwechsel. Diese persönliche Beziehung führt auch dazu, dass Cuvier der Stuttgarter Sammlung mehrfach Material zukommen ließ und sie später vor einer Plünderung durch die Generäle Napoleons bewahrte.
Kielmeyer äußerte als früher Evolutionstheoretiker schon lange vor Charles Darwin eigene Gedanken zur Evolution der Lebewesen. Großen Einfluss hatte die gedruckte Fassung seiner Rede zum Geburtstag von Herzog Karl Eugen 1793. Kielmeyer sprach die Hypothese der Evolution von Arten und der Entwicklung von niederen zu höheren Formen vor allem in seiner Vorlesung deutlich aus, publizierte sie selber jedoch nicht. Allerdings zirkulierten in Fachkreisen Vorlesungsnachschriften von 1807 und 1814/15. Eine Drucklegung seiner Vorlesung über Allgemeine Zoologie, die Gustav Wilhelm Münter herausgab, kam erst 1840 zustande. Darin finden sich unter anderem folgende Aussagen zur Evolutionstheorie: „Es scheint daher, dass die Reihe der einzelnen organischen Arten auf unserer Erde auseinander hervorgegangen sei und dass die verschiedenen Arten von Organismen in einer wirklichen Form- und Compositionsbeziehung zueinander stehen, eben wegen ihrer Entwicklung aus einander. Die Ähnlichkeiten der Arten untereinander und ihre Verschiedenheit scheint in dem Ursprung, gleichsam von einem gemeinschaftlichen Vater, gegründet zu sein“. Auch die Bedeutung der Evolutionshypothese für die biologische Systematik wurde von Kielmeyer schon erkannt: „während die systematische Einteilung der anorganischen Körper mehr künstlich ist, ist die der organischen natürlich, da sie auf Entwicklungsverwandtschaft sich gründet“.
Ein wichtiger Schüler von Kielmeyer war der spätere Bonner Anatomieprofessor August Franz Josef Karl Mayer.

## Schriften (Auswahl)
- Disquisitio chemica acidularum bergensium et goeppingensium : commentatio doctoralis Caroli Friderici Kielmeyer a. 1786 latine scripta eiusque translatio theodisca a Nicolao Gross confecta (Neuauflage 2006 bei Leo Latinus in Weißenhorn, ISBN 3-938905-20-4)
- Ueber die Verhältniße der organischen Kräfte unter einander in der Reihe der verschieden Organisationen, Stuttgart 1793 (Nachdruck 1993, Basilisken-Presse in Marburg an der Lahn, ISBN 3-925347-25-9)
- Disquisito Chemica Acidularum Bergensium Et Goeppingensium. Stuttgart 1786. (Digitalisat)
- Diss. inaug. sistens observationes physicas et chemicas de electricitate et galvanismo. (Resp. Ferdinand Gottlob Gmelin) Fues, Tübingen 1803. (Digitalisat)
- Dissertatio inauguralis medica sistens cogitata nonnulla de idea vitae hujusque formis praecipuis. (Resp. Carl Eberhard Schelling) Schmid, Tübingen 1803. (Digitalisat)
- Diss. inaug. sistens examen physico-chemicum gypsi caerulei, Sulzae ad Nigrum nuper detecti. (Resp. Albertus Lebret) Schramm, Tübingen 1803. (Digitalisat)
- Dissertatio inauguralis sistens observationes quasdam chemicas de acredine nonnullorum vegetabilium. (Resp. Ernst Gottlieb Steudel) Reis & Schmid, Tübingen 1805. (Digitalisat)
- Diss. inaug. de effectibus arsenici in varios organismos, nec non de indiciis quibusdam veneficii ab arsenico illati. (Resp. Georg Friedrich Jaeger) Schramm. Tübingen 1808. (Digitalisat)
- issertatio Inauguralis Medica Sistens Animadversiones De Materiis Narcoticis Regni Vegetabilis Earumque Ratione Botanica. (Resp. Carolus Henricus Köstlin) Hopffer, Tübingen 1808. (Digitalisat)
- Examen experimentorum quorundam effectus magnetis chemicos spectantium. (Resp. Christoph Heinrich Koestlin) Schmid, Tübingen 1813. (Digitalisat)
- Dissertatio medica sistens observata nonnulla de effectibus causticorum quorundam in corpus animale. (Resp. Christian Theophil Williardts) Schmidt, Tübingen 1811. (Digitalisat)
- Experimenta circa resuscitationem animalium aqua suffocatorum. (Resp. Carl Roesler) Fues, Tübingen 1814. (Digitalisat)
- Dissertatio inauguralis sistens observationes zootomicas os cordis cervi, claviculas felis, os thoracicum limacis agrestis et intestina coeca urogalli spectantes. (Resp. Jacob Christoph Lüthi) Schramm, Tübingen 1814. (Digitalisat)
- Diss. inaug. chemico-physiologica de quantitatibus proportionalibus partium constituentium proximarum sanguinis aliquot animalium domesticorum. (Resp. Carolus Maximilianus Lechler) Fues, Tübingen 1816. (Digitalisat)